# Soif de justice
Pour plus de détails, voir Fiche technique et Distribution.
Soif de justice (快餐車, Kuai can che) est un film hong-kongais réalisé par Sammo Hung, sorti le 17 août 1984.

## Synopsis
Les affaires de Moby, détective privé, ne marchent pas très fort. Heureusement, il est engagé pour retrouver la trace de Sylvia, une jeune héritière ayant récemment disparu. Ce qu'il ne sait pas, c'est que l'oncle de la jeune femme cherche également à la localiser… mais pour s'en débarrasser et toucher l'héritage ! Le destin va placer sur la route de Moby deux sympathiques aventuriers, Thomas et David, qui survivent grâce à leur commerce de fast food chinois. Ensemble, ils retrouvent Sylvia et vont tenter de l'arracher aux griffes de ses poursuivants…

## Fiche technique
- Titre : Soif de justice
- Titre original : 快餐車 (Kuai can che)
- Titre anglais : Wheels on Meals
- Réalisation : Sammo Hung
- Scénario : Edward Tang et Johnny Lee
- Production : Raymond Chow
- Musique : Keith Morrison
- Photographie : Francisco Riba
- Montage : Peter Cheung
- Pays d'origine : Hong Kong
- Format : Couleurs - 2,35:1 - Mono - 35 mm
- Genre : comédie, action
- Durée : 105 minutes
- Dates de sortie : 
  - Hong Kong : 17 août 1984
  - France : 1992 (en VHS)

## Distribution
- Jackie Chan : Thomas
- Sammo Hung : Moby
- Yuen Biao (VF : Jean-Pascal Quilichini) : David
- Lola Forner : Sylvia
- Herb Edelman : Matt
- Susana Sentís : Gloria
- José Sancho (VF : Bernard Bollet) : Mandale
- Keith Vitali : Homme de main de Mandale
- John Sham : Le fou
- Richard Ng : Le fou malin
- Paul Chang Chung (VF : Jean-Bernard Guillard) : Le père de David
- Wu Ma : L'horloge humaine
- Benny Urquidez : Homme de main de Mandale

## Autour du film
- La raison pour laquelle le titre anglais est Wheels on Meals et non Meals on Wheels est due à une superstition. Dans la même période, la Golden Harvest, distributrice du film, a essuyé deux échecs commerciaux avec des films dont le titre commençait par la lettre M.
- Le film a été notamment tourné à Séville et Barcelone en Espagne.

## Récompenses
- Nomination au prix des meilleures chorégraphies, lors des Hong Kong Film Awards 1985.